# Swansea (Massachusetts)
Swansea es un pueblo ubicado en el condado de Bristol en el estado estadounidense de Massachusetts. En el Censo de 2010 tenía una población de 15.865 habitantes y una densidad poblacional de 242,24 personas por km².

## Geografía
Swansea se encuentra ubicado en las coordenadas 41°45′29″N 71°12′51″O / 41.75806, -71.21417. Según la Oficina del Censo de los Estados Unidos, Swansea tiene una superficie total de 65.49 km², de la cual 58.77 km² corresponden a tierra firme y (10.26%) 6.72 km² es agua.

## Demografía
Según el censo de 2010, había 15.865 personas residiendo en Swansea. La densidad de población era de 242,24 hab./km². De los 15.865 habitantes, Swansea estaba compuesto por el 97.25% blancos, el 0.64% eran afroamericanos, el 0.08% eran amerindios, el 0.69% eran asiáticos, el 0.01% eran isleños del Pacífico, el 0.25% eran de otras razas y el 1.08% pertenecían a dos o más razas. Del total de la población el 1.09% eran hispanos o latinos de cualquier raza.